# Debian Almquist Shell
Debian Almquist shell (dash) es un intérprete de comandos de Unix compatible con el estándar sh de POSIX, mucho más ligero y rápido que otros como bash pero con menos características. Algunas características faltantes, como la variable $LINENO, son requeridas por POSIX.
Dash es un derivado directo de la versión de NetBSD de la Almquist Shell (ash). Fue migrado a GNU/Linux por Herbert Xu a principios de 1997. Fue renombrado a dash en 2002.
Dash, al igual que ash, ejecuta los scripts más rápido que bash y depende de menos bibliotecas.
Pretende ser más confiable en caso de problemas de actualización o fallos de disco. dash es ideal para ser usado como:
- Intérprete de comandos en disquetes de instalación;
- Intérprete de comandos del usuario root;
- Reemplazo de /bin/sh;
- Un entorno de pruebas para shell scripts, para verificar su compatibilidad con el estándar POSIX.

Dash es un reemplazo moderno de ash en Debian y se pretende que sea el /bin/sh por defecto en Debian Lenny. Desde la versión 6.10 en octubre de 2006, dash también es el /bin/sh por defecto en Ubuntu. Durante la transición de Ubuntu, se descubrieron numerosos scripts que hacían uso de funcionalidades específicas de bash (pero sin declarar su uso). Para evitar errores, los scripts específicos de bash fueron modificados para ser compatibles con el apropiado estándar, o se declaró explícitamente su uso de «bashismos» con la línea shebang: #!/bin/bash.